# Glenea caraga
Glenea caraga là một loài bọ cánh cứng trong họ Cerambycidae.